# Леопольдо Конті
Леопольдо Конті (італ. Leopoldo Conti, нар. 12 квітня 1901, Мілан — пом. 12 січня 1970, Мілан) — італійський футболіст, що грав на позиції нападника. По завершенні ігрової кар'єри — футбольний тренер.
Виступав, зокрема, за клуб «Інтернаціонале», а також національну збірну Італії.
Дворазовий чемпіон Італії.

## Клубна кар'єра
У дорослому футболі дебютував 1919 року виступами за команду клубу «Інтернаціонале», в якій провів один сезон, взявши участь у 21 матчі чемпіонату.
Протягом 1920—1921 років захищав кольори команди клубу «Падова».
Своєю грою за останню команду знову привернув увагу представників тренерського штабу клубу «Інтернаціонале», до складу якого повернувся 1922 року. Цього разу відіграв за «нераззуррі» наступні дев'ять сезонів своєї ігрової кар'єри. Більшість часу, проведеного у складі «Інтернаціонале», був основним гравцем атакувальної ланки команди. У складі «Інтернаціонале» був одним з головних бомбардирів команди, маючи середню результативність на рівні 0,34 голу за гру першості.
Завершив професійну ігрову кар'єру у клубі «Про Патрія», за команду якого виступав протягом 1931—1933 років.

## Виступи за збірну
1920 року дебютував в офіційних матчах у складі національної збірної Італії. Протягом кар'єри у національній команді, яка тривала 10 років, провів у формі головної команди країни 31 матч, забивши 8 голів.
У складі збірної був учасником футбольного турніру на Олімпійських іграх 1924 року у Парижі.

## Кар'єра тренера
Протягом виступів за «Про Патрія» у 1931–1933 роках був граючим головним тренером команди клубу.
Протягом 1934–1939 поперемінно очолював команди клубів «Лекко» та «Монца», роботою в останньому з яких завершив тренерську кар'єру.
Помер 12 січня 1970 року на 69-му році життя в Мілані.

## Титули і досягнення
- Чемпіон Італії (2):

«Інтернаціонале»:  1919–20, 1929–30